# 働く!バス娘〜かもめ交通風見営業所〜
『働く!バス娘〜かもめ交通風見営業所〜』（はたらくバスガール かもめこうつうかざみえいぎょうしょ）は、犬吠あか太による日本の漫画作品。主婦の友社ウェブマガジンコミカワで連載されていたシリーズものバス漫画。

## 作品概要
保育園の送迎バス運転手に憧れて、路線バス運転手になった水郷あやめ。彼女の所属するバス会社「かもめ交通」の風見営業所はユニークな人ばかり。彼女とローカルバス、同僚がとりまく物語。

## 登場人物

### かもめ交通
あやめたちが勤務するバス会社。観光バスと路線バスの2業務がある。
水郷あやめ（みずさと あやめ）
本作の主人公。幼稚園時代から送迎バスの運転にあこがれて、バスの運転手になりたいがために東関東のローカルバス会社「かもめ交通」に入社。バスマニアでバスの知識にたけているが、天然な性格からか同僚を始め周囲の人々を振り回す事が多い。
行きつけの食堂は昼食営業もやっている居酒屋「犬」という店。みおや安食たちと食べる事もある。
資格は大型2種・けん引免許。誕生日は8月21日、元気で皆勤賞。
「風見営業所」廃止で、あやめとカオルは別の営業所へ、みおは（都会にある）他のバス会社へ移った。
筑紫みお（ちくし みお）
あやめとコンビを組む新人バスガイド。あやめの天然さに「私がしっかりサポートしなきゃ」と憂いている。
純情な性格であり、あやめの何気ない一言に感動する事も（あるが、あやめのマニアックな言葉をうのみにして混乱する事も）ある。
カオルを最初は男子と勘違いした（実はあやめも勘違いしていた）。
資格は普通免許（AT限定）、秘書検定・英検1級。特技は語学堪能。だが、都会育ちでICカード以外のバスの乗り方を知らなかった。誕生日は7月21日。
風見営業所の廃止で、別のバス会社へ転職する。
刑部カオル（おさかべ カオル）
あやめのせいで、みおが間違えて乗車した高速バスの運転手。口下手なこともあり、高速バス乗務を選んだ。
隠れ巨乳で体格がいいので男性用の制服を着用していて、見た目は男性に見えるが実は女子。
性別がばれた後もあやめには「カオルくん」と呼ばれている。
ぶっきらぼうではあるが、美人。休憩中、弁当はキャラ弁を食べている。
資格は大型2種、野菜ソムリエ、フードコーディネーター。背丈188cm。誕生日は2月14日。
所長（しょちょう）
一件、堅物そうに見える「風見営業所」の責任者だが、セクハラ気味なところがある。
成績（売上）アップを狙い、（趣味もかねて）女子従業員限定で露出度の高い制服を導入するも、あやめたちの反乱と破けやすい制服だったことから、売上が伸びない上に費用が掛かってコストパフォーマンスが悪かった事もあり、もとの制服に戻した。
上記のたくらみは失敗するが、萌系と売上アップに目が無い。だが、彼のもくろみは（様々な事情で）外れる事が多い。
同期の安食によれば、同じく大卒の運転士だが自信過剰な性格から他の会社を不採用になり、かもめに入社、さらに彼がバスを降りて管理職になったのは、下心からだという。
同じく同期入社だった浦かすみ（うら かすみ）は事務員だったが、彼と結婚して別のバス会社で念願かなって運転士となった。
安食（あじき）
あやめの先輩運転手。得意の声帯模写などを使い、あやめとおとめの仲を取り持っている。所長とは同期だという。
所長に対するツッコミ役といった営業所内では比較的常識人。あやめ達の事を気にかけている。

### その他
競合会社「イマヌキバス」は「かもめ交通」に比べて規模が大きいらしく、みおが言うには「大人気のバス会社」だという（かもめが年季の入ったバスなのに対して、こちらは新車が多い）。だが、徹底した合理化でバスガイドをリストラしているのが実情である。
松本おとめ（まつもと おとめ）
あやめとは大型2種の教習所で知り合うが、あやめが一発合格して卒業したのに対して彼女は数回かけやっと合格して「イヌマキバス」に就職。
卒業が遅れた事から、あやめのことを勝手にライバル視していて、何かと張り合う。あやめは彼女を「友達」だと想っている。あやめを呼び捨てで呼ぶが、あやめには「おとめちゃん」と呼ばれる。女性の同僚が少ないので泊まりがけの乗務では、あやめたちと同室になることもある。
あやめと再会する際、必ず最初は名前を間違えられる。
実は彼女もバスマニアで、あやめが言うには「バス友」（ジャンルは音鉄ならぬ音バス）。だが、あやめに対して中々素直になれない。
資格は大型2種、誕生日は9月13日。音バスだけあって絶対音感の持ち主、特技はピアノ。
少年
そそっかしい母が旅行中、彼をあやめたちのバスに置き忘れた事がきっかけで、あやめたちと知り合った。
バスマニアではあるが、Hなところがある。みおが言うには「プチ所長」。所長と気が合う。
少年サッカーチームに属していて、あやめはピンチヒッターとして参戦した事がある。
あやめのことを「あやめ」と呼び捨てで呼ぶ。バスアイドル・みーなのファン。
神宮とき子（じんぐう ときこ）
あやめたちが所属する部署のある「風見町」の役場・商工観光課の課長。メガネのクールビューティーな女性。
県庁から出向したが、実はバスマニア。町の人気向上を高めるためと趣味をかねて「産業祭」に出店して欲しいと風見営業所に直談判する。
資格は普通免許（AT）限定のはずが、免停中。珠算1級、国家公務員1種。3月2日生まれ。
萌オタクでもあり、あやめのファン。
留多みーな（るた みーな）
神宮の勧めで風見営業所が出展した「産業祭」に出演したバスマニアアイドル。
あやめとトークショーのバス話で共演するが、実はあやめに対して「バス」のことで敵視している（営業所解散式に、あやめの涙目を見に来るという憎らしいところがあるが、あやめとカオルがバス会社に残留が決まり、愕然）。
16歳ということになっているが、「大型2種」免許を持っている事を知られ、年齢詐称がばれてしまった。それに加え、元ヤンキーだったこも知られ、キャラクターとして迷走。マネージャーも困惑する。
資格は他に大型2輪、危険物取扱者・乙種第4類。
「風見営業所」解散と同時期に引退した。
新人警察官
風見営業所近くの交番に配属された新人男性巡査。みおのことを秘かに惚れている。「交番くん」と呼ばれる。
みおのばあちゃん
みおの（父方の）祖母で、長崎にある企業のオーナー。みおを早く結婚させたがっている。昔は地元のバス車掌だった。
みおの父は彼女の会社には就職せず、ばあちゃんとはあまり交流が無い。
彼女の招待で、あやめ・みお・カオルは長崎訪問した。

## 書誌情報等

### 単行本
犬吠あか太 『働く!バス娘〜かもめ交通風見営業所〜』 主婦の友社〈コミカワコミックス〉、全3巻
1. 2016/03/30発売 ISBN 9784074151783
2. 2016/10/26発売 ISBN 9784074196388
3. 2017/04/28発売 ISBN 9784073303121